# Frank Quitely
Frank Quitely, pseudonimo di Vincent Deighan (Glasgow, 18 gennaio 1968), è un fumettista scozzese. Il suo pseudonimo è uno spoonerismo, un gioco di parole in lingua inglese, con l'espressione «quite frankly» (in italiano "in tutta sincerità, in tutta franchezza", "completamente sincero, franco").
Ha lavorato sia per la Marvel Comics che per la DC Comics.  Ha collaborato con popolari sceneggiatori come Grant Morrison e Mark Millar. Tra i suoi lavori compaiono Invisibles, Authority, New X-Men, Flex Mentallo e All Star Superman.